# محاصره قلعه فوتاماتا
محاصره فوتاماتا (به ژاپنی: 二俣城の戦い) اولین هدف از سری لشکرکشی‌های خاندان تاکدا علیه توکوگاوا ایه‌یاسو بود. این قلعه به دست تاکدا کاتسویوری پسر شینگن سقوط کرد. دژ نظامی فوتاماتا بر روی لبهٔ یک صخره مشرف به رودخانه تنریو ساخته شده بود. کاتسویوری متوجه شد که ذخیره آب پادگان از طریق رها کردن سطل‌های چوبی از بالای صخره به رودخانه و کشیدن سطل به بالا به دست می‌آید. او توانست راه تأمین آب را بر روی ساکنان دژ ببندد، پادگان پس از آن به سرعت تسلیم شد. این محاصره دو ماه قبل از نبرد میکاتاگاهارا اتفاق افتاد.